# Offensive de Bachiqa
Seconde guerre civile irakienne
L'offensive de Bachiqa a lieu les 16 et 17 décembre 2015 lors de la seconde guerre civile irakienne. Elle est menée par l'État islamique au nord et à l'est de Mossoul, mais elle est repoussée par les peshmergas soutenus par la coalition.

## Prélude
Le 4 décembre 2015, 150 à 300 soldats de l'armée turque avec 20 à 25 chars entrent en Irak et gagnent le camp militaire de Bachiqa, au nord-est de Mossoul. Ce déploiement se fait avec l'accord du Gouvernement régional du Kurdistan, afin d'assurer la protection des conseillers militaires turcs chargés d'entraîner les peshmergas, mais provoque les protestations du gouvernement irakien à Bagdad qui demande un retrait immédiat des troupes turques du territoire et adresse le 11 décembre une lettre de protestation au Conseil de sécurité de l'ONU. Après un premier refus, le gouvernement turc retire 10 à 12 chars et véhicules de Bachiqa,.

## Déroulement
Le 16 décembre, l'État islamique engage une offensive contre les positions kurdes dans la province de Ninive. Après des tirs de roquettes, d'obus, de mortier et l'envoi des véhicules piégés, les fantassins de l'EI lancent l'assaut. Les combats ont lieu à Nawaran, Bachiqa, Tal Aswad, Khazr et Zardik, sur la ligne de front au nord et à l'est de Mossoul. Selon le colonel Steve Warren, porte-parole de l'armée américaine, les djihadistes engagent l'équivalent d'un bataillon, « peut-être 500, peut-être un peu moins ». 50 à 200 roquettes Grad sont tirées sur le camp militaire de Bachiqa, six ou sept atterrissent à l'intérieur de la base. Les soldats turcs ripostent en ouvrant le feu. Deux kamikazes se font également exploser avec des ceintures d'explosifs en attaquant une caserne kurde à al-Gouwayr,,,. 
Les djihadistes parviennent à progresser à Tal Aswad, Bachiqa et Nawaran, mais le 17 les peshmergas contre-attaquent soutenus par les forces spéciales canadiennes qui effectuent des tirs de mortier. Cinq pays de la coalition — dont les États-Unis, le Canada, le Royaume-Uni et la France — engagent leurs forces aériennes qui larguent près de 100 munitions à guidage de précision. À la fin de la journée, les djihadistes ont été définitivement repoussés,,,,.

## Les pertes
Le 16 décembre, le Conseil de sécurité de la région autonome du Kurdistan (KRSC), déclare que les djihadistes ont laissé 70 morts dans les combats, contre six chez les peshmergas. Le 18 décembre, le colonel Steve Warren affirme que les bombardements de la coalition ont fait à eux seuls environ 200 morts, « environ 187 selon le dernier décompte ». La Turquie déclare de son côté de quatre de ses soldats ont été blessés. Les Canadiens ne déplorent aucune perte.

## Suites
Le 19 décembre, le gouvernement turc annonce qu'il poursuit le retrait de ses troupes d'Irak, le président américain Barack Obama ayant appelé le même jour le président turc Recep Tayyip Erdoğan à « respecter la souveraineté et l’intégrité territoriale de l’Irak ». Des soldats restent cependant présents à Bachiqa ; la nuit du 7 au 8 janvier 2016 les forces turques repoussent une nouvelle attaque de l'EI, 17 djihadistes sont tués lors des échanges de tirs tandis que les Turcs ne déplorent ni mort ni blessé. Mais en février 2016, selon Jabar Yawar, secrétaire général du ministère de la Défense du Kurdistan irakien, 1 000 à 2 000 soldats de l'armée turque sont présents à Bachiqa, le Gouvernement régional du Kurdistan et le gouvernement de Bagdad s'accusent mutuellement d'avoir autorisé ce déploiement qu'ils affirment tous deux désapprouver.
Des combats continuent d'avoir lieu dans la zone de Bachiqa. En mars, un soldat turc est tué par un tir d'artillerie. Le 19 avril, un char turc est attaqué par des djihadistes de l'EI qui laissent 32 morts dans les affrontements qui suivent selon l'agence pro-gouvernementale turque Anatolie.